# Ursinia alpina
Ursinia alpina là một loài thực vật có hoa trong họ Cúc. Loài này được N.E.Br. miêu tả khoa học đầu tiên.